# Noor Group
Noor Group (auch Noor Data Networks) ist ein ägyptischer Internetprovider.
Die Noor Group ist Provider von I-score, dem ägyptischen Kreditbüro, NTG, der nationalen Technology Group die die IT des Flugverkehrs liefert, zahlreichen Banken, der amerikanischen Universität in Kairo und der ägyptischen Börse. Bei der Revolution in Ägypten 2011 wurden diverse Internetprovider des Landes abgeschaltet und vorerst blieb nur Noor übrig. Noor wurde als letzter Internetprovider des Landes abgeschaltet.